# Nickel Bag
 (février 2024).
Si vous disposez d'ouvrages ou d'articles de référence ou si vous connaissez des sites web de qualité traitant du thème abordé ici, merci de compléter l'article en donnant les références utiles à sa vérifiabilité et en les liant à la section « Notes et références ».
Albums de Kottonmouth Kings
Joint Venture
(2005) Koast II Koast
(2006)
Nickel Bag est le troisième EP des Kottonmouth Kings, sorti le 9 mai 2006.

## Liste des titres
| No | Titre                | Durée |
| -- | -------------------- | ----- |
| 1. | Where's the Weed At? | 4:59  |
| 2. | Neva Stop            | 4:24  |
| 3. | Everybody Move       | 4:10  |
| 4. | Pimpin Lessons       | 3:25  |